# 90837 Raoulvalentini
90837 Raoulvalentini è un asteroide della fascia principale. Scoperto nel 1995, presenta un'orbita caratterizzata da un semiasse maggiore pari a 2,7554120 au e da un'eccentricità di 0,2360736, inclinata di 6,54086° rispetto all'eclittica.